# Nikolaj Poetilov

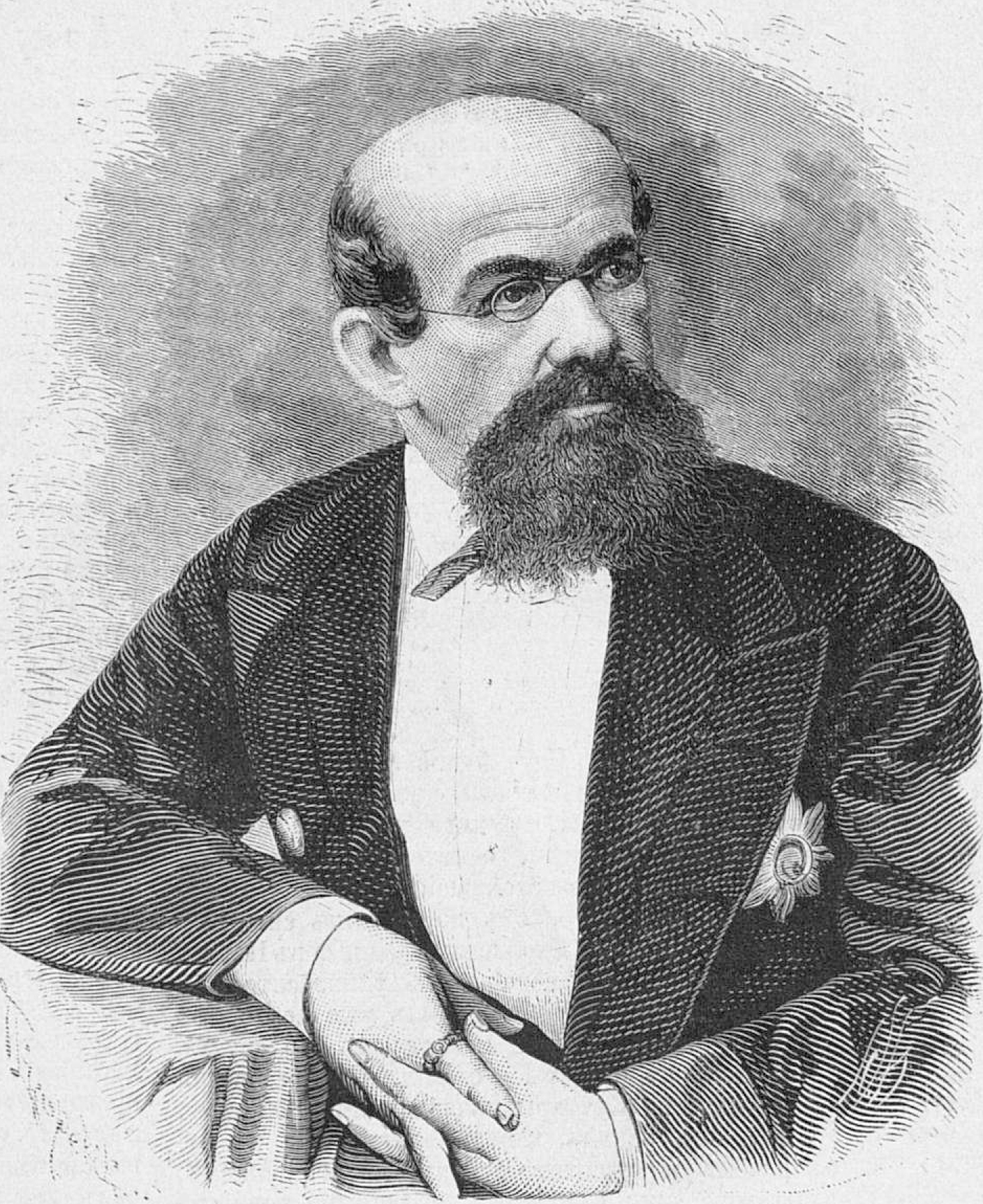
Nikolaj Poetilov (1820-1880)

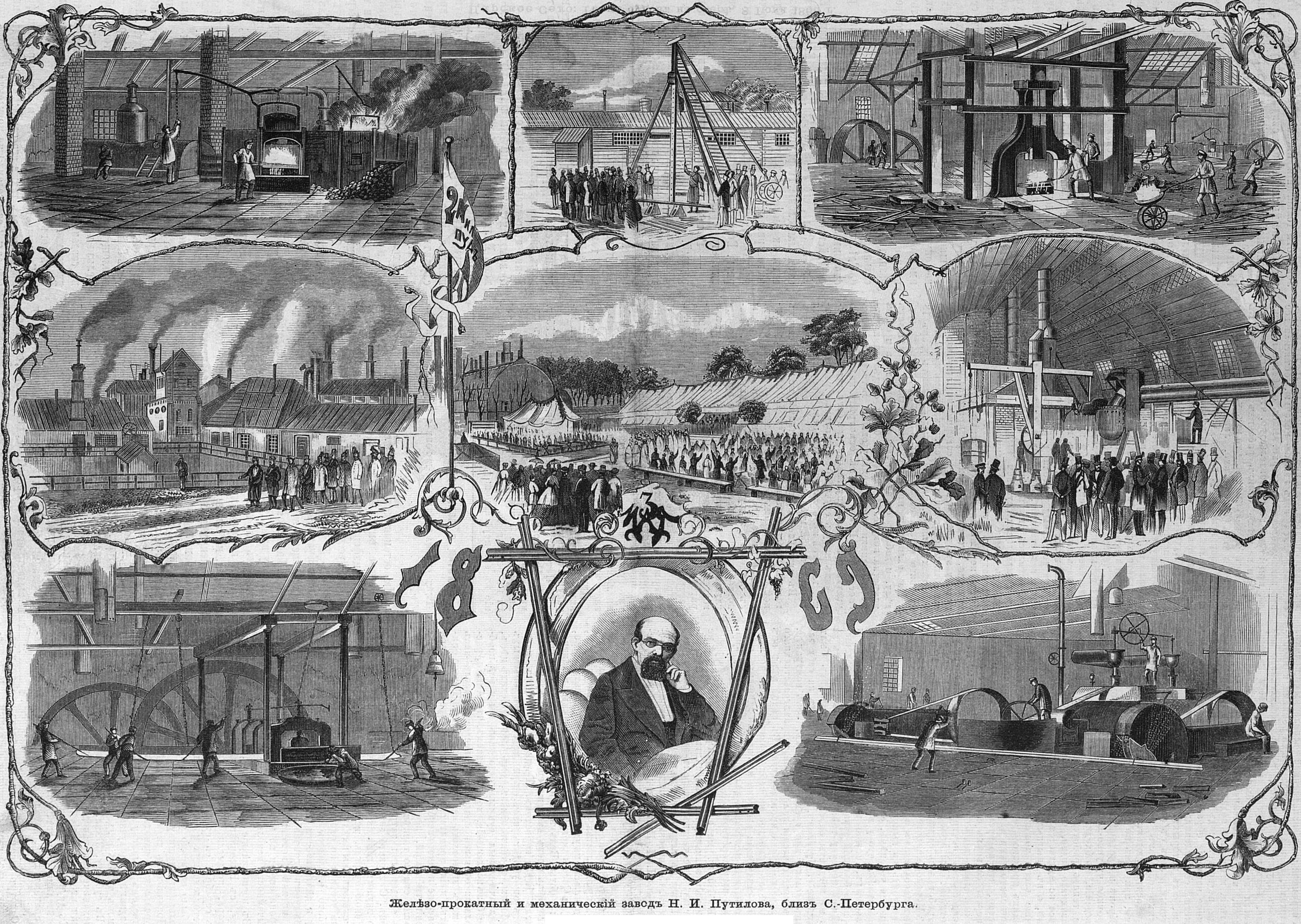
Overzicht activiteiten

Nikolaj Ivanovitsj Poetilov (Russisch: Никола́й Ива́нович Пути́лов) (Borovitsji in het Gouvernement Novgorod, 1820 - Sint Petersburg, 18 (o.s.) april 1880), was een Russische ingenieur, industrieel en oprichter van het bedrijf onder dezelfde naam (nu Kirovfabriek). Hij was een van de grootste ondernemers in het Keizerrijk Rusland.
Poetilov kwam uit een familie van minder belangrijke adel. Zijn vader was een invalide oorlogsveteraan van de strijd tegen Napoleon in 1812. Hij werd in 1820 geboren en in 1830 trad hij in dienst bij de Russische marine. Hij voer op diverse schepen in de Oostzee en werd in 1841 benoemd tot luitenant. Hij studeerde in 1840 af aan de militaire school van de Russische Marine en bleef op dit college als wiskundeleraar. Hij werkte hier samen me academicus Ostrogradski aan wetenschappelijk onderzoek naar ballistiek. Om gezondheidsredenen werd hij overgeplaatst naar het ingenieurskorps op de Krim, hier verbleef hij gedurende vijf jaren.
In 1848 keerde hij terug naar Sint Petersburg om te werken op de scheepsbouwafdeling. Tijdens de Krimoorlog viel op als goede ingenieur en bedrijfsleider. Hij was verantwoordelijk voor een werkplaats voor het bouwen en repareren van stoommachines, stoomketels en schroeven voor kanonneerboten en andere oorlogsschepen. Hij bouwde ook drie drijvende dokken en moderniseerde de productie van buskruit in Kronstadt. Met zijn werkzaamheden trok Poetilov de aandacht van groothertog Constantijn Nikolajevitsj. 
Op 15 augustus 1857 verliet hij de marine. Hij begon met ijzergieterijen en was hiermee de eerste onderneming in Rusland die ijzer produceerde uit schroot op industriële schaal. In 1863 was hij medeoprichter van een wapenfabriek, met hulp van zijn contact Constantijn Nikolajevitsj, en kreeg orders van het leger. Onder hun leiding maakte de fabriek gietijzeren granaten waarmee Rusland minder afhankelijk werd van de Duitse industrie. In 1868 nam hij een failliete ijzergieterij over, deze werd uitgebreid en in 1872 omgedoopt tot de Poetilovfabriek. Vanaf 1867 was het bedrijf een grote producent van rails voor de spoorwegen. Tussen 1868 en 1874 produceerde zijn bedrijf meer dan de helft van alle rails in Rusland. Later werden de activiteiten verlegd naar locomotieven en wagons om minder afhankelijk te zijn van rails. In het zuiden van Rusland waren nieuwe fabrieken opgericht die de rails goedkoper konden produceren.
In 1870 richtte hij een spoorwegmaatschappij op om het transport tussen de haven en zijn fabrieken te verbeteren. Op 13 juni 1870, op zijn hoogtepunt als zakenman, gaf hij een groot feest met zo'n 250 gasten waaronder veel ingenieurs en vertegenwoordigers van het ministerie van Oorlog. In 1873 werd zijn bedrijf een vennootschap met aandeelhouders en ging verder als Obshchestvo Putilovskikh Zavodov. Met het extra kapitaal begon hij aan twee grote projecten. 
Omdat veel van de grondstoffen per schip uit Engeland kwamen was het transport naar de fabrieken een belangrijke kostenpost. In 1874 begon hij met de bouw van een handelshaven in Sint Petersburg en een kanaal naar Kronstadt. De zeeschepen konden dan direct doorvaren naar de stad waarmee het lichteren, een dure en tijdrovende situatie, in Kronstadt overbodig werd. Deze projecten bleken een te grote uitdaging, zijn bedrijf kwam in financiële problemen. In 1877 kreeg de Staatsbank  de meerderheid van de aandelen in handen en benoemde de meeste bestuursleden. De problemen waren hiermee niet opgelost en het bedrijf ging alsnog failliet. Het 32 kilometer lange kanaal en de haven werden voltooid in 1885, na de dood van Poetilov. Zijn bedrijf werd gered door de Russische keizerlijke regering.
Poetilov stierf in 1880 en werd op zijn verzoek begraven in de buurt van de dam voor de zeehaven. In 1907 werd zijn lichaam verplaatst naar een nieuwe kerk in de buurt van zijn bedrijf.